# Kaiserslautern Warriors
Die Kaiserslautern Warriors waren ein Verein für American Football in Kaiserslautern. Der Verein wurde im Jahr 1987 gegründet und existierte bis 1996. Am regulären Liga-Spielbetrieb des AFVD wurde von 1989 bis 1995 teilgenommen.

## Geschichte

Fancap mit Schriftzug und Logo

1987 wurden die Kaiserslautern Warriors von einigen American-Football-Begeisterten gegründet. Durch die unmittelbare Nähe zur Ramstein Air Base und der großen Zahl von Amerikanern in Kaiserslautern konnten immer wieder gute amerikanische Spieler und Trainer rekrutiert werden. So konnten die ersten beiden Ligateilnahmen jeweils ungeschlagen mit der Meisterschaft abgeschlossen werden. Durch eine Ligareform war die Meisterschaft 1990 allerdings ohne Wert und das Team verblieb in der dritten Liga. Nach einem dritten Platz 1991 konnte 1992 der größte Erfolg der Teamgeschichte gefeiert werden, die erneute Meisterschaft in der Regionalliga und den damit verbundenen Aufstieg in die 2. Bundesliga. Einhergehend mit einer überforderten Mannschaft in der zweithöchsten Spielklasse begann dann der schleichende Zerfall des Teams. Viele Leistungsträger beendeten nach dem Abstieg 1993 ihre Footballkarriere, Spieler die ihr Studium in Kaiserslautern mittlerweile beendet hatten, verließen Stadt und Club. Auch der langjährige Trainer Bill Stuard beendete sein aktives Engagement. Trotzdem konnte man die Regionalliga-Spielzeit 1994, unter dem neuen Trainer und Ex-Spieler Matthew Toney sehr erfolgreich gestalten und hatte es bis zwei Spiele vor Schluss selbst in der Hand, die Liga zu gewinnen. Allerdings verhinderten dies die Trier Saints, die beide Spiele überraschend für sich entscheiden konnten. Im Folgejahr nahmen die Warriors nochmals am Regionalligaspielbetrieb teil, doch die Mannschaft zerfiel zusehends. 1996 war es dem Vorstand dann nicht mehr möglich, genügend aktive Spieler zu melden, was dazu führte, dass sich auch die verbliebenen Spieler andere Vereine suchten. Leistungsträger wanderten zu den höherklassigen Clubs Dillingen Steelhawks oder Rüsselsheim Razorbacks ab, was einen Disput im Vorstand auslöste, welcher mit dem Rücktritt des Präsidenten endete. Daraufhin wurde die Auflösung des Vereins beschlossen.

## Cheerleader Kaiserslautern Roses
1994 gründete sich das Cheerleaderteam Kaiserslautern Roses. Sie feuerten das Football-Team bei den Spielen an und nahmen an Cheerleadermeisterschaften teil. 1997 belegten sie im Senior-Mixed-Wettbewerb der Deutschen Cheerleadermeisterschaften den sechsten Platz.

## Ligazugehörigkeiten
| 1995 | Platz 4 Regionalliga Mitte                    |
| 1994 | Platz 2 Regionalliga Rheinland-Pfalz/Saarland |
| 1993 | Platz 8 2. Bundesliga Mitte                   |
| 1992 | Meister Regionalliga Mitte (Nord)             |
| 1991 | Platz 3 Regionalliga Mitte (Nord)             |
| 1990 | Meister Verbandsliga Rheinland-Pfalz/Saarland |
| 1989 | Meister Landesliga Hessen/Rheinland-Pfalz     |